# Macondo
Macondo és un poble imaginari, a Colòmbia creat per l'escriptor colombià, Premi Nobel de Literatura, Gabriel García Márquez. La primera referència que va fer d'ell va ser a Un día después del sábado (un dia després del dissabte) i apareix sovint a les novel·les de l'autor essent el marc principal de quasi la totalitat de la seva obra Cent Anys de Solitud. El 2005, arran d'una iniciativa local, es va proposar de reanomenar Aracataca, el poble natal de Gabriel García Márquez, com a Macondo per mor de reactivar l'economia de la localitat, gairebé en fallida. Tanmateix, no va tenir èxit i aleshores la proposta no s'aprovà.